# Lista dróg federalnych w Rosji

Rosyjski znak drogowy oznaczający autostradę

Drogi federalne w Rosji (ros. Автомобильные дороги России федерального значения) – arterie komunikacyjne znaczenia międzynarodowego i krajowego. Większość dróg federalnych posiada oznaczenia rozpoczynające się od litery M (magistrala). Niektóre z tych dróg stanowią fragmenty tras europejskich. Obecna sieć dróg federalnych stanowi kontynuację systematyki dróg ze Związku Radzieckiego, przy czym niektóre ze współczesnych magistral są mocno skrócone lub znajdują się na terenie innych państw, utrzymując swój numer lub posiadając nowy – np. białoruska droga M1 czy litewska autostrada A1 (dawniej miała numery A227 na odcinku Wilno – Kowno i A271 na odc. Kowno – Kłajpeda).
Fragmenty magistral mają parametry autostrad i są oznaczane jako autostrady.

## Odcinki autostradowe
| Trasa | Opis/przebieg |
| ----- | --- |
| TTK   | wewnętrzny pierścień drogowy w Moskwie |
| KAD   | pierścień drogowy dookoła Petersburga |

Autostrady w obwodzie moskiewskim

| M2    | 1. MKAD (Moskwa) – Pławsk (ok. 220 km) 2. Mcensk – Trosna (ok. 90 km, w budowie)                                                          |
| M4    | 1. Moskwa – Woroneż (ok. 500 km) 2. Rostów nad Donem – Woroneż (w budowie)                                                                |
| M5    | 1. Moskwa – Żukowskij (ok. 15 km) 2. Togliatti – Krasny Jar (60 km)                                                                       |
| M7    | 1. Pyra – Kstowo (obwodnica Niżnego Nowogrodu; ok. 30 km)                                                                                 |
| M8    | 1. Redrikowy Gory – Mytiszczi (ok. 85 km) 2. Szopsza – Jarosław (ok. 30 km)                                                               |
| M9    | Wołokołamsk – MKAD (Moskwa) (89 km) |
| M10   | 1. Kirilowka – Moskwa (ok. 12 km) razem z dwoma odnogami do Portu lotniczego Szeremietiewo (5 i 6 km) 2. Selenogórsk – Wyborg (ok. 90 km) |
| M11   | pierwsza autostrada powstała po upadku ZSRR                                                                                               |

## Lista dróg federalnych

Drogi federalne na terenie Rosji
oznaczone prefiksem М
oznaczone prefiksem R (ros. Р)
oznaczone prefiksem A.
Przerywana linia oznacza budowaną i/lub planowaną drogę.

oznaczone prefiksem М
     oznaczone prefiksem R (ros. Р)
     oznaczone prefiksem A.
| Numer | Trasa międzynarodowa (E/AH)          | Nazwa                                                      | Przebieg | Długość (km) | Uwagi |
| ----- | ------------------------------------ | ---------------------------------------------------------- | --- | ------------ | --- |
| M1    |                                      | Białoruś (Беларусь)                                        | Moskwa – Smoleńsk – granica z Białorusią                                                                      | 440          | |
| M2    |                                      | Krym (Крым)                                                | Moskwa – Tuła – Orzeł – Kursk – Biełgorod – granica z Ukrainą                                                 | 720          | |
| M3    |                                      | Ukraina (Украина)                                          | Moskwa – Kaługa – Briańsk – granica z Ukrainą                                                                 | 490          | |
| M4    |                                      | Don (Дон)                                                  | Moskwa – Woroneż – Rostów nad Donem – Krasnodar – Noworosyjsk                                                 | 1540         | |
| M5    |                                      | Ural (Урал)                                                | Moskwa – Riazań – Penza – Samara – Ufa – Czelabińsk                                                           | 2068         | |
| M7    |                                      | Wołga (Волга)                                              | Moskwa – Włodzimierz – Niżny Nowogród – Czeboksary – Kazań – Ufa                                              | 1340         | |
| M8    |                                      | Chołmogory (Холмогоры)                                     | Moskwa – Jarosław – Wołogda – Archangielsk – Siewierodwińsk                                                   | 1270         | |
| M9    |                                      | Bałtija (Балтия)                                           | Moskwa – Wołokołamsk – Rżew – granica z Łotwą                                                                 | 610          | |
| M10   |                                      | Rosja (Россия)                                             | Moskwa – Twer – Nowogród Wielki – Sankt Petersburg                                                            | 674          | |
| M11   |                                      | Newa (Нева)                                                | Moskwa – Sankt Petersburg                                                                                     | 684          | Autostrada, płatna |
| M12   |                                      | Wschód (Восток)                                            | Moskwa – Tiumeń                                                                                               | 1600         | Autostrada, płatna |
| R21   |                                      | Kola (Кола)                                                | Sankt Petersburg – Pietrozawodsk – Murmańsk – granica z Norwegią                                              | 1590         | Do końca 2017 r. obowiązywało również oznaczenie                                                                                              |
| R22   | E38 · E40 · E119 · AH8 · AH61 · AH70 | Kaspij (Каспий)                                            | – Tambow – Wołgograd – Astrachań                                                                              | 1380         | Do końca 2017 r. droga posiadała oznaczenie                                                                                                   |
| R23   |                                      | Psków (Псков)                                              | Sankt Petersburg – Psków – Pustoszka – Newel – granica z Białorusią                                           | 500          | Do końca 2017 r. używano także oznaczenia |
| R56   |                                      | R56                                                        | Nowogród Wielki – Solcy – Porchow – Psków                                                                     | 251          | Do końca 2017 r. na odcinku Nowogród Wielki – Porchow funkcjonowało równolegle oznaczenie                                                     |
| Р120  |                                      | R120                                                       | Orzeł – Briańsk – Smoleńsk – granica z Białorusią                                                             | 445          | Do końca 2017 r. droga posiadała oznaczenie                                                                                                   |
| Р132  |                                      | R132                                                       | Kaługa – Tuła – Michajłow – Riazań                                                                            | 291          | |
| Р158  |                                      | R158                                                       | Niżny Nowogród – Arzamas – Sarańsk – Issa – Penza – Saratów                                                   | 611          | |
| R176  |                                      | Wjatka (Вятка)                                             | Czeboksary – Joszkar-Oła – Kirow – Syktywkar                                                                  | 872          | |
| Р178  |                                      | R178                                                       | Sarańsk – Surskoje – Uljanowsk                                                                                | 492          | |
| Р193  |                                      | R193                                                       | Woroneż – Tambow                                                                                              | 213          | |
| Р208  |                                      | R208                                                       | Tambow – Kirsanow – Penza                                                                                     | 279          | Do końca 2017 r. na odcinku Kirsanow – Penza obowiązywało również oznaczenie Р209                                                             |
| Р215  | E119 · E50 · AH8                     | R215                                                       | Astrachań – Kocubej – Kizlar – Machaczkała                                                                    | 140          | |
| Р216  |                                      | R216                                                       | Astrachań – Elista – Stawropol                                                                                | 575          | Do końca 2017 r. arteria posiadała równolegle oznaczenie                                                                                      |
| Р217  |                                      | Kaukaz (Кавказ)                                            | – Władykaukaz – Grozny – Machaczkała – granica z Azerbejdżanem                                                | 1118         | Do końca 2017 r. również jako |
| Р228  |                                      | R228                                                       | Syzrań – Saratów – Wołgograd                                                                                  | 708          | |
| Р239  |                                      | R239                                                       | Kazań – Orenburg – Akbulak – granica z Kazachstanem                                                           | 824          | |
| Р240  |                                      | R240                                                       | Ufa – Orenburg                                                                                                | 150          | |
| Р241  |                                      | R241                                                       | Kazań – Buinsk – Uljanowsk                                                                                    | 240          | |
| R242  | E22                                  | R242                                                       | Perm – Jekaterynburg                                                                                          | 354          | |
| R254  |                                      | Irtysz (Иртыш)                                             | Czelabińsk – Kurgan – Omsk – Nowosybirsk                                                                      | 1643         | Do końca 2017 r. również jako Bajkał (Байкал)                                                                                                 |
| R255  | AH6                                  | Sybir (Сибирь)                                             | Nowosybirsk – Kemerowo – Krasnojarsk – Irkuck                                                                 | 1955         | Do końca 2017 r. również jako |
| R256  | AH6                                  | Trakt Czujski (Чуйский тракт)                              | Nowosybirsk – Bijsk – Taszanta – granica z Mongolią                                                           | 963          | Do końca 2017 r. trasa oznaczana była także jako                                                                                              |
| Р257  |                                      | Jenisej (Енисей)                                           | Kranojarsk – Abakan – Kyzyl – granica z Mongolią                                                              | 1063         | Do końca 2017 r. droga posiadała numer |
| R258  |                                      | Bajkał (Байкал)                                            | Irkuck – Ułan-Ude – Czyta                                                                                     | 1113         | Do końca 2017 r. używano oznaczenia |
| R297  | AH30 · AH31                          | Amur (Амур)                                                | Czyta – Newer – Swobodny – Archara – Birobidżan – Chabarowsk                                                  | 2097         | Do 2011 r. droga była oznaczana jako |
| Р298  | E38 · AH61                           | R298                                                       | Kursk – Woroneż – Р22                                                                                         | 742          | Do końca 2017 r. używano oznaczenia |
| R351  | E22                                  | R351                                                       | Jekaterynburg – Tiumeń                                                                                        | 328          | |
| R354  |                                      | R354                                                       | Jekaterynburg – Szadryńsk – Kurgan                                                                            | 372          | |
| R402  | E22                                  | R402                                                       | Tiumeń – Jałutorowsk – Iszym – Omsk                                                                           | 632          | |
| R404  |                                      | R404                                                       | Tiumeń – Tobolsk – Chanty-Mansyjsk                                                                            | 1015         | |
| R504  |                                      | Kolyma (Колыма́)                                            | Jakuck – Magadan                                                                                              | 2032         | Dawniej droga posiadała oznaczenie |
| R600  |                                      | R600                                                       | Kostroma – Iwanowo                                                                                            | 100          | Do końca 2017 r. posiadała oznaczenie |
| A103  |                                      | Szczołkowa szosa (Щёлковское шоссе)                        | Moskwa – Szczołkowo –                                                                                         | 43           | |
| A104  |                                      | A104                                                       | Moskwa – Dmitrów – Dubna                                                                                      | 125          | |
| A105  |                                      | A105                                                       | Moskwa – Port lotniczy Moskwa-Domodiedowo                                                                     | 23           | |
| A106  |                                      | A106                                                       | Moskwa – Uspenkoje                                                                                            | 30           | |
| A107  |                                      | Mały Pierścień Moskwy (Московское малое кольцо)            | Iksza – Nogińsk – Bronnicy – Golicyno – Istra – Iksza                                                         | 335          | Pierścień drogowy wokół Moskwy |
| A108  |                                      | Duży Pierścień Moskwy (Московское большое кольцо)          | Dmitrów – Siergijew Posad – Oriechowo-Zujewo – Woskriesiensk – Michniewo – Bałabanowo – Ruza – Klin – Dmitrów | 553          | Pierścień drogowy wokół Moskwy |
| A109  |                                      | Iljińska szosa                                             | | 13           | |
| A110  |                                      | A110                                                       | – obiekt Semenow                                                                                              | 1            | |
| A111  |                                      | A111                                                       | – Państwowy Kompleks „Zawidowo”                                                                               | 7            | |
| A112  |                                      | A112                                                       | Czepeliowo – Welaminowo                                                                                       | 24           | |
| A113  |                                      | Pierścień Centralny, CzKAD (ЦКАД)                          | | 525          | Droga planowana |
| A114  |                                      | A114                                                       | Wołogda – Tichwin – Р21                                                                                       | 531          | |
| A118  |                                      | KAD                                                        | Sankt Petersburg                                                                                              | 142          | Pierścień drogowy wokół Sankt Petersburga, częściowo poza granicami miasta                                                                    |
| A120  |                                      | A120                                                       | Kirowsk – Mga – Gatczyna – Bolszaja Iżora                                                                     | 149          | Zewnętrzny pierścień drogowy wokół Sankt Petersburga                                                                                          |
| A121  |                                      | Sortawała (Сортавала)                                      | Sankt Petersburg – Sortawała – Р21                                                                            | 531          | |
| A130  |                                      | A130                                                       | Moskwa – Małojarosławiec – Rosław – granica z Białorusią                                                      | 456          | Do końca 2017 r. oznaczana także jako |
| A132  |                                      | A132                                                       | – Smoleńsk | 9            | |
| A133  |                                      | A133                                                       | – Lipieck | 58           | |
| A134  |                                      | A134                                                       | – Woroneż | 11           | |
| A135  |                                      | A135                                                       | – Rostów nad Donem                                                                                            | 2            | |
| A136  |                                      | A136                                                       | – Krasnodar                                                                                                   | 11           | |
| A142  | E391                                 | A142                                                       | Trosna – Kalinowka                                                                                            | 105          | |
| A146  | E115                                 | A146                                                       | Krasnodar – Werchniebaranskij                                                                                 | 148          | |
| A147  | E97                                  | A147                                                       | Dżubga – Soczi – granica z Abchazją (de iure z Gruzją)                                                        | 217          | Abchazja jest państwem nieuznawanym, zgodnie z prawem międzynarodowym jest częścią Gruzji; · do końca 2017 r. obowiązywało również oznaczenie |
| A148  |                                      | Dubler prospektu Kurortowego (Дублёр Курортного проспекта) | – obwodnica Soczi                                                                                             | 16           | Autostrada |
| A149  |                                      | A149                                                       | Adler – Krasnaja Polana                                                                                       | 39           | Adler jest częścią Soczi |
| A151  |                                      | A151                                                       | Ciwilsk – Uljanowsk                                                                                           | 198          | |
| A153  |                                      | A153                                                       | Nytwa – Kudymkar                                                                                              | 129          | Do końca 2017 r. oznaczana jako Р344 |
| A155  |                                      | A155                                                       | Czerkiesk – Dombaj – granica z Abchazją (de iure z Gruzją)                                                    | 143          | Abchazja jest państwem nieuznawanym, zgodnie z prawem międzynarodowym jest częścią Gruzji                                                     |
| A156  |                                      | A156                                                       | – Międzynarodowe Centrum Rekreacji «Archiz» oraz Obserwatorium Astrofizyczne Rosyjskiej Akademii Nauk         | 73           | |
| A157  |                                      | A157                                                       | Mineralne Wody – Kisłowodzk                                                                                   | 47           | Port lotniczy znajduje się 4 km od Mineralnych Wód                                                                                            |
| A158  |                                      | A158                                                       | Prochladny – Baksan – Elbrus                                                                                  | 130          | |
| A159  |                                      | A159                                                       | Majkop – Rezerwat Przyrodniczy Kaukazu                                                                        | 84           | |
| A160  |                                      | A160                                                       | Majkop – Ust'-Łabińsk – Korienowsk                                                                            | 131          | Do końca 2017 r. również pod oznaczeniem Р253                                                                                                 |
| A161  | E117                                 | A161                                                       | Władykaukaz – Niżny Lars – granica z Gruzją                                                                   | 33           | Do końca 2017 r. także jako Р301 |
| A162  |                                      | A162                                                       | Władykaukaz – Ałagir                                                                                          | 38           | Do końca 2017 r. oznaczana równolegle jako Р297                                                                                               |
| A163  |                                      | A163                                                       | Р217 – Władykaukaz-Biesłan                                                                                    | 4            | Port lotniczy znajduje się 5 km na płn.-wsch. od Biesłanu i 15 km od Władykaukazu                                                             |
| A164  |                                      | Droga transkaukaska (Транскавка́зская магистра́ль, Транскам) | Kardżin – Ałagir – Niżny Zaramag – granica z Osetią Południową (de iure z Gruzją)                             | 219          | Osetia Południowa jest terytorium spornym; zgodnie z prawem międzynarodowym jest integralną częścią Gruzji                                    |
| A165  |                                      | A165                                                       | Lermontow – Czerkiesk                                                                                         | 75           | Do końca 2017 r. również pod oznaczeniem |
| A167  | E50                                  | A167                                                       | Kocubej – Nieftiekumsk – Zielenokumsk – Mineralne Wody                                                        | 339          | |
| A180  | E20                                  | Narwa (Нарва)                                              | Sankt Petersburg – granica z Estonią                                                                          | 160          | Do końca 2010 r. droga posiadała oznaczenie                                                                                                   |
| A181  | E18 · AH8                            | Skandynawia (Скандинавия)                                  | Sankt Petersburg – Wyborg – granica z Finlandią                                                               | 147          | Do końca 2017 r. posiadała numer |
| A212  | E77                                  | A212                                                       | Psków – Izborsk – granica z Estonią                                                                           | 60           | |
| A216  | E77                                  | A216                                                       | Gwardiejsk – Nieman – granica z Litwą                                                                         | 62           | |
| A229  | E28 · E77                            | A229                                                       | Królewiec – Czerniachowsk – Niestierow – granica z Litwą                                                      | 146          | |
| A240  |                                      | A240                                                       | Briańsk – Nowozybkow – granica z Białorusią                                                                   | 221          | Do 2011 r. droga była oznaczana jako M13 |
| A260  | E40 · AH70                           | A260                                                       | Wołgograd – Kamieńsk Szachtyński – granica z Ukrainą                                                          | 382          | Do 2017 r. droga posiadała numer |
| A270  | E50                                  | A270                                                       | – Nowoszachtyńsk – granica z Ukrainą                                                                          | 33           | Droga posiadała także oznaczenie , prawdopodobnie funkcjonuje ono nadal                                                                       |
| A280  | E58                                  | A280                                                       | Rostów nad Donem – Taganrog – granica z Ukrainą                                                               | 117          | Do 2011 r. droga była oznaczana jako |
| A290  | E97 · E115                           | A290                                                       | Noworosyjsk – Cieśnina Kerczeńska – granica z Ukrainą                                                         | 147          | Do końca 2017 r. oznaczana jako |
| A295  |                                      | A295                                                       | Joszkar-Oła – Zielenodolsk –                                                                                  | 120          | Dawniej droga była oznaczana jako Р175 |
| A300  | E121 · AH63                          | A300                                                       | Samara – granica z Kazachstanem                                                                               | 194          | Do końca 2017 r. posiadała numer |
| A305  |                                      | A305                                                       | Czelabińsk – Ilek – granica z Kazachstanem                                                                    | 130          | Dawniej droga była oznaczana jako Р335 |
| A310  | E123 · AH7                           | A310                                                       | Czelabińsk – Troick – granica z Kazachstanem                                                                  | 150          | Do 2010 r. droga była oznaczana jako M36 |
| A320  | E127 · AH60                          | A320                                                       | Omsk – Czerlak – granica z Kazachstanem                                                                       | 188          | Do końca 2017 r. również pod oznaczeniem |
| A322  | AH64                                 | A322                                                       | Barnauł – Rubcowsk – granica z Kazachstanem                                                                   | 330          | |
| A331  |                                      | Wiliuj (Вилюй)                                             | Tulun – Brack – Ust´-Kut – Mirny – Jakuck                                                                     | 3000         | |
| A333  |                                      | A333                                                       | Kułtuk – granica z Mongolią                                                                                   | 219          | |
| A340  | AH3                                  | A340                                                       | Ułan Ude – Kiachta – granica z Mongolią                                                                       | 219          | |
| A350  | AH6                                  | A350                                                       | Czyta – Zabajkalsk – granica z Chińską Republiką Ludową                                                       | 491          | Do końca 2017 r. równolegle oznaczona jako |
| A360  |                                      | Lena (Лена)                                                | Newer – Jakuck                                                                                                | 1235         | Do końca 2017 r. posiadała numer |
| A361  |                                      | A361                                                       | – granica z Chińską Republiką Ludową                                                                          | 60           | |
| A370  | AH6 · AH30                           | Ussuri (Уссури)                                            | Chabarowsk – Władywostok                                                                                      | 760          | Do 2011 r. droga była oznaczana jako |
| A375  |                                      | Wostok (Восток)                                            | Chabarowsk – Ariadne – Czugujewka – Nachodka                                                                  | 824          | Budowa drogi wstrzymana w 2002 r. |
| A381  |                                      | A381                                                       | Narjan-Mar – Narjan-Mar                                                                                       | 2            | Port lotniczy znajduje się na wschód od Narjan-Maru                                                                                           |
| A382  |                                      | A382                                                       | Dudinka – Ałykiele                                                                                            | 54           | Port lotniczy znajduje się 35 km na zachód od Norylska                                                                                        |
| A383  |                                      | A383                                                       | Tura – Tura                                                                                                   | 14           | Port lotniczy znajduje się na północny wschód od miasta                                                                                       |
| A384  |                                      | A384                                                       | Anadyr – Anadyr                                                                                               | 9            | Port lotniczy znajduje się ok. 11 km od Anadyru                                                                                               |
| A391  |                                      | A391                                                       | Jużnosachalińsk – Korsakow                                                                                    | 37           | Do końca 2017 r. oznakowana także jako Р488                                                                                                   |
| A392  |                                      | A392                                                       | Jużnosachalińsk – Chołmsk                                                                                     | 89           | |
| A401  |                                      | A401                                                       | Pietropawłowsk Kamczacki – Pietropawłowsk Kamczacki                                                           | 17           | Port lotniczy znajduje się ok. 30 km na płn.-zach. od Pietropawłowska Kamczackiego                                                            |